# VLC media player
VLC media player (zpočátku VideoLAN Client) je původně linuxový multimediální přehrávač z projektu VideoLAN. Nabízí komplexní podporu pro video soubory mnoha typů: MPEG-1, MPEG-2, MPEG-4, WMV, ASF, AVI, Matroska, WebM, Ogg, FLV, 3GP, VideoCD, DVD, digitální satelitní kanály, digitální televizní kanály a živé video z internetu v unicast / multicast režimu v rámci širokopásmové sítě IPv4 nebo IPv6. Plně podporuje všechny důležité audio formáty – AAC, AC3 (A52), ADPCM, DTS, DV Audio, FLAC, MPEG Layer 1 / 2, Vorbis, Opus, WMA 1 / 2 a samozřejmě MP3.
VLC je jedním z nejvíce na platformě nezávislých přehrávačů na trhu. K dispozici jsou verze pro Linux, Microsoft Windows, OS X, iOS, Android, Windows Phone, BSD, Solaris, Syllable, BeOS, QNX. Přitom používá knihovnu kodeků libavcodec z projektu FFmpeg, aby mohl ovládat mnoho ze svých podporovaných formátů. Také používá speciální knihovnu libdvdcss pro rozluštění a přehrávání zakódovaného DVD záznamu.
Na Microsoft Windows, Linuxu a některých dalších platformách VLC poskytuje Mozilla plugin, který dovoluje lidem dívat se na některé QuickTime a Windows média soubory vložené do internetových stránek, bez používání produktů Microsoftu nebo Applu. VLC od verze 0.8.2 také poskytuje ActiveX plugin, který dovoluje lidem dívat se na některé QuickTime a Windows média soubory vložené do internetových stránek, když používají aktuální prohlížeč Internet Explorer.

## Historie
Vznik programu se připisuje studentům francouzské univerzity École Centrale Paris, jejichž školní projekt měl za cíl umožnit studentům sledovat televizní vysílání přímo na svých počítačích bez nutnosti separátní televize. Skutečným cílem tohoto projektu však bylo zkapacitnění sítě VIA Centrale Réseaux, k čemuž měla sloužit datová náročnost projektu, která by poukázala právě na tyto nedostatky. 
Původně byly vytvořeny dvě aplikace VLS (VideoLAN Server) a VLC (VideoLAN Client) pro streamování a čtení MPEG-2 streamů. První úspěšné testy proběhly v roce 1998.
Kód byl zpřístupněn veřejnosti až 1. 2. 2001 (pod licencí GNU General Public License) potom, co ředitel školy tento krok schválil a podepsal.

## Verze
Zde jsou nejdůležitější verze programu VLC media player.
| Verze  | Hlavní novinky                                                                                                   | Datum vydání |
| ------ | --- | ------------ |
| 0.2.60 | první verze s již dostupným zdrojovým kódem                                                                      | 14. 2. 2001  |
| 0.3.0  | nová vstupní vrstva s podporou IPv6 a automatickou detekcí formátu souborů, nový engine pro přehrávání videa     | 6. 4. 2002   |
| 0.6.0  | rozhraní pro vzdálené ovládání skrze HTTP                                                                        | 23. 6. 2003  |
| 0.7.0  | podpora RTP/RTSP nových formátů (Speex, MPEG2 4/2/2, AAC+SBR).                                                   | 3. 1. 2004   |
| 1.0.0  | nové formáty a kodeky                                                                                            | 7. 7. 2009   |
| 1.1.0  | dekódování pomocí GPU                                                                                            | 22. 6. 2010  |
| 2.0.0  | podpora 10bitových kodeků                                                                                        | 18. 2. 2012  |
| 2.1.0  | kompletní přepsání zvukového jádra (lepší management a multichannel audio)                                       | 26. 9. 2013  |
| 3.0.0  | 10bitové barvy a HDR, 360° video, 3D audio, procházení a přehrávání ze zařízení na lokální síti (NFS, SMB, SFTP) | 9. 2. 2018   |

## Open source

Oficiální logo GNU

VLC media player je open source software licencovaný pod GNU General Public License, verze 2. Trochu jiná situace je s LibVLC, což je jádro a rozhraní multimediálního frameworku, na kterém je založen VLC media player. To je licencované pod GNU Lesser General Public License 2.1. Obě tyto licence však zaručují, že kdokoli může tyto produkty šířit (ať už v originální podobě nebo modifikované), pokud dodržuje licenční podmínky GPLv2 (resp. LGPLv2.1 pro LibVLC).  Přispět k projektu může každý například přes stránku Gitlab.

## Funkce
VLC media player nabízí mimo běžného přehrávání hudby a videí také mnoho dalších užitečných funkcí, jako třeba: 
- audio a video efekty – oříznutí, ekvalizér, změna barev, odstranění vodoznaku…
- nahrávání obrazovky
- práce s titulky
- odběr podcastů přes RSS feed
- převod video formátů
- streamování videí přes síť (nebo internet)
- vypalování DVD
- nastavení videa jako tapety plochy

Další funkce lze stáhnout a přidat do přehrávače, čímž se funkcionalita programu rozšíří ještě více. Příkladem mohou být třeba rozšíření Now playing in texts, VLSub nebo Time. 